# 黑马河

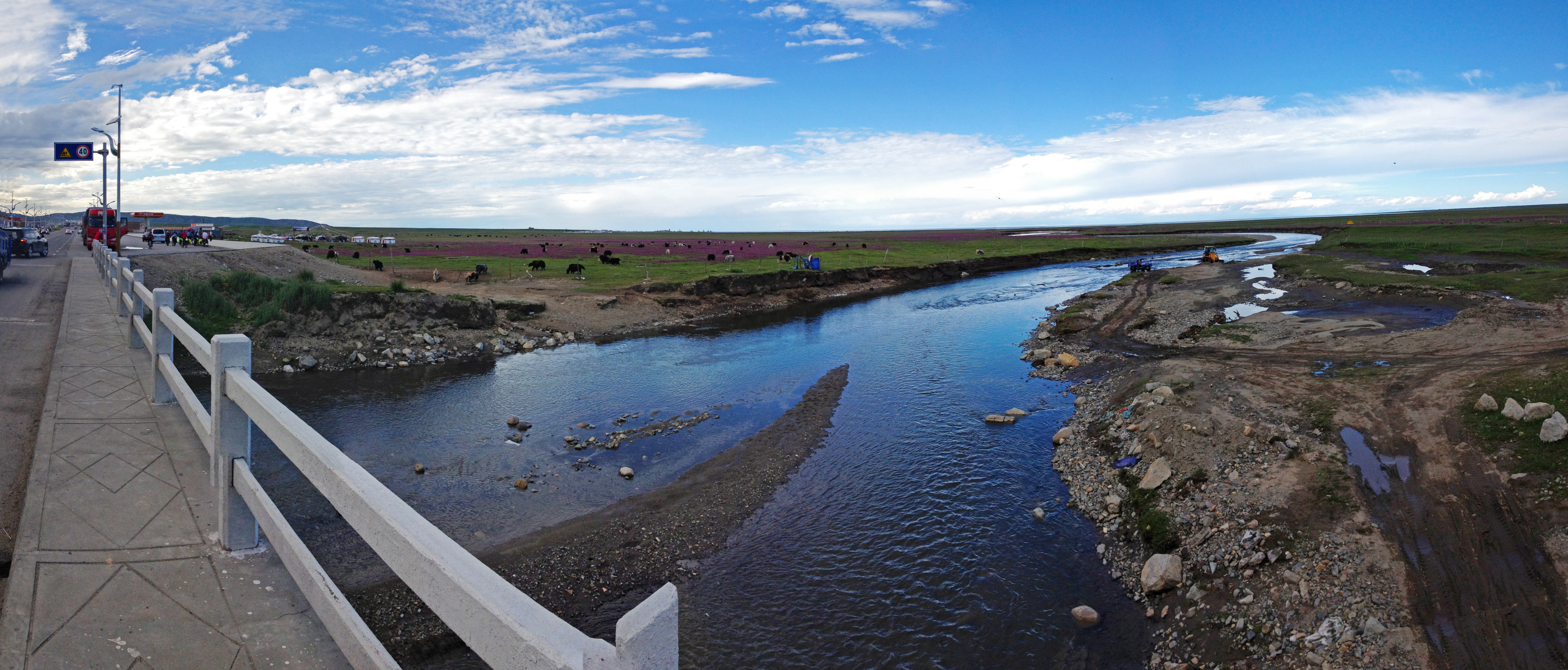
黑马河镇东黑马河桥全景

黑马河，旧称大喇嘛河，位于中华人民共和国青海省海南藏族自治州共和县西北部的一条河流，发源于橡皮山主峰东南的亚勒岗，从西南向东北流，经黑马河镇，最后注入青海湖。河长20千米，流域面积112平方千米，河道平均比降53‰，年均径流量0.11亿立方米。6～9月的汛期，河水主要依靠降水补给；平水期和冰冻期（约6个月）主要靠泉水补给。上游坡降陡，洪峰涨落快。山口以下及湖滨地带，河床渗漏大，冬季常断流。